# Lukas Mathies
Lukas Mathies (Schruns, 15 maart 1991) is een Oostenrijkse snowboarder. Hij vertegenwoordigde zijn vaderland op de Olympische Winterspelen 2014 in Sotsji.

## Carrière
Mathies maakte zijn wereldbekerdebuut op 6 januari 2009 in Kreischberg, een dag later scoorde hij aldaar zijn eerste wereldbekerpunten. In december 2011 eindigde de Oostenrijker voor de eerste maal in zijn carrière in de top tien van een wereldbekerwedstrijd. Een maand later behaalde in Mathies in Sudelfeld zijn eerste podiumplaats in een wereldbekerwedstrijd. Op de FIS wereldkampioenschappen snowboarden 2013 in Stoneham-et-Tewkesbury eindigde hij als zestiende op de parallelreuzenslalom en als 28e op de parallelslalom. Op 18 januari 2014 boekte de Oostenrijker in Rogla zijn eerste wereldbekerzege. In het seizoen 2013/2014 won Mathies zowel de overall wereldbeker parallel als de wereldbeker op de parallelreuzenslalom. Tijdens de Olympische Winterspelen van 2014 in Sotsji eindigde hij als vijfde op de parallelslalom, op de parallelreuzenslalom werd hij in de kwalificatie gediskwalificeerd.

## Resultaten

### Olympische Winterspelen
| Jaar | Plaats | Resultaten                                 |
| ---- | ------ | ------------------------------------------ |
| 2014 | Sotsji | 5e Parallelslalom DSQ Parallelreuzenslalom |

### Wereldkampioenschappen
| Jaar | Plaats   | Resultaten                                  |
| ---- | -------- | ------------------------------------------- |
| 2013 | Stoneham | 28e Parallelslalom 16e Parallelreuzenslalom |

### Wereldbeker
Eindklasseringen
| Seizoen   | Algm | PAR  | PGS   | PSL  | SBX |
| --------- | ---- | ---- | ----- | ---- | --- |
| 2008/2009 | 263e | 59e  | –     | –    | –   |
| 2009/2010 | 303e | 81e  | –     | –    | 83e |
| 2010/2011 | 69e  | 34e  | –     | –    | –   |
| 2011/2012 | –    | 13e  | –     | –    | –   |
| 2012/2013 | –    | 7e   | 6e    | 13e  | –   |
| 2013/2014 | –    | Goud | Brons | Goud | –   |

Wereldbekerzeges
| Datum           | Plaats | Onderdeel            |
| --------------- | ------ | -------------------- |
| 18 januari 2014 | Rogla  | Parallelreuzenslalom |